# استودیوی رقص

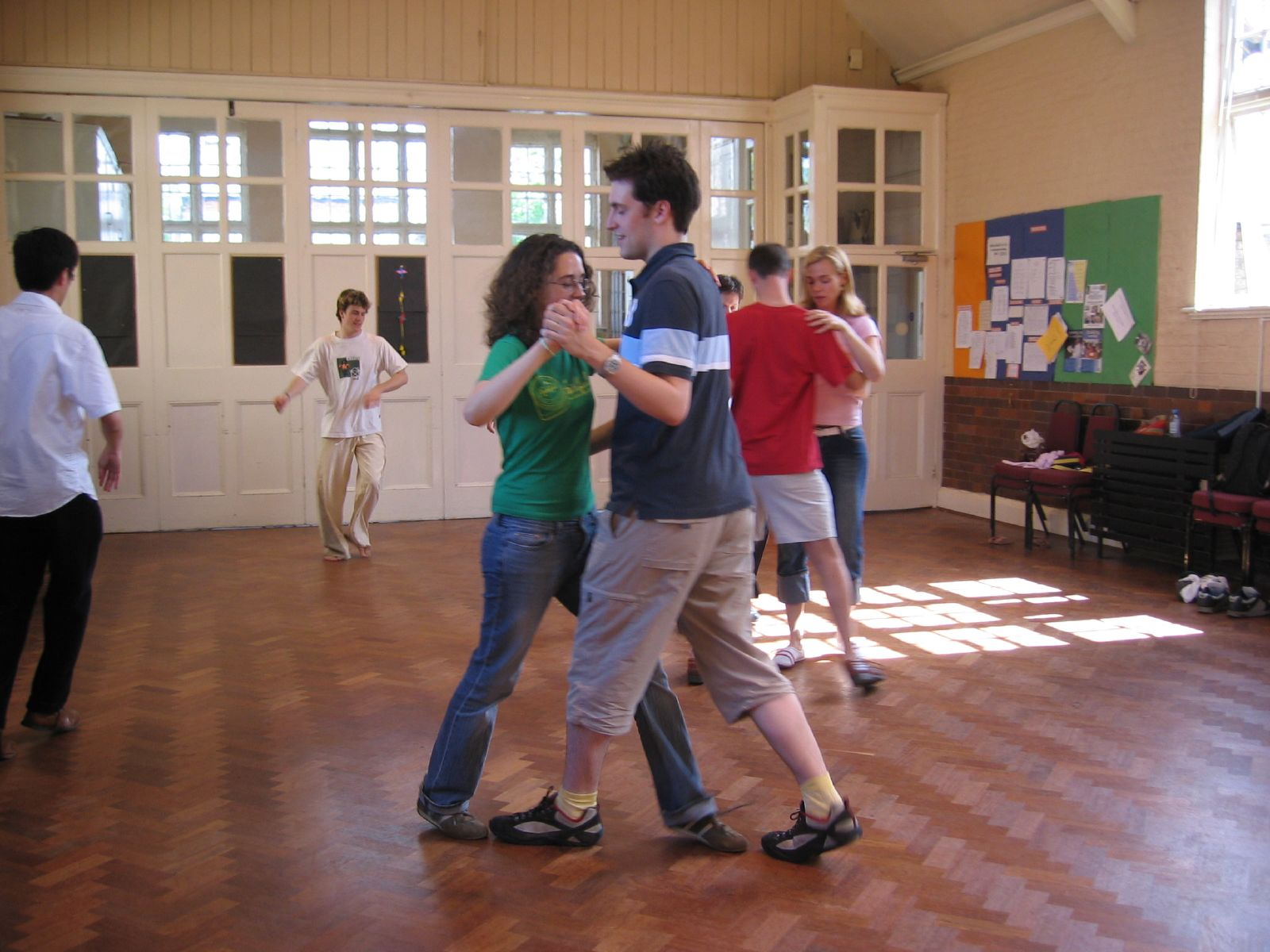
درس رقص در دانشگاه کمبریج

استودیوی رقص جایی است که رقاصان در آن آموزش می‌بینند یا تمرین می‌کنند. این اصطلاح به‌طور معمول برای توصیف یک جایی است که برای این منظور ساخته شده یا مجهز شده‌است. استودیوی رقص به‌طور معمول شامل یک پوشش کفی صاف برای اتاق است. در بسیاری از موارد کفی اتاق طبقه‌بندی شده‌است، به‌این معنی که ساخت کف دارای یک درجه انعطاف‌پذیری و نرمی برای جذب تأثیر تمرین‌های رقص فشرده مانند پریدن است. این امر برای ارتقاء سلامت و ایمنی خوب حاضرین ضروری است.